# Mahalia Jackson
Pour les articles homonymes, voir Jackson.
Mahalia Jackson, née le 26 octobre 1911 à La Nouvelle-Orléans (Louisiane), et morte le 27 janvier 1972 à Evergreen Park dans la banlieue de Chicago, est une chanteuse américaine de gospel.
Considérée comme une des plus grandes chanteuses de ce genre musical, elle est surnommée « la reine du gospel ». 
Militante des droits civiques auprès de Martin Luther King, elle lui inspire notamment son discours I have a dream en 1963. Son influence sur Aretha Franklin, « la reine de la soul », est également très importante. 

## Carrière

### Chicago, la ville des débuts
Très jeune, Mahalia Jackson se produit dans la chorale de l’église baptiste de la Nouvelle-Orleans où prêche son père et écoute, en cachette, les disques de Bessie Smith qu’elle admire. Installée en 1927 à Chicago, où elle ouvre une boutique pour les pauvres et les SDF elle devient l’une des premières voix de la Greater Salem Baptist Church (sans avoir jamais pris de leçon de chant) avant de rejoindre Robert Johnson, qui vient de fonder le premier groupe mixte de gospel professionnel. Elle rencontre en outre quelques grandes figures du gospel, enregistre sans succès deux disques en 1937 et rejoint bientôt Thomas A. Dorsey (d’abord chanteur de blues puis véritable pionnier du gospel moderne au début des années 1930), qui l’accompagne au piano et à la guitare pendant dix ans.

### Mahalia Jackson rencontre le succès

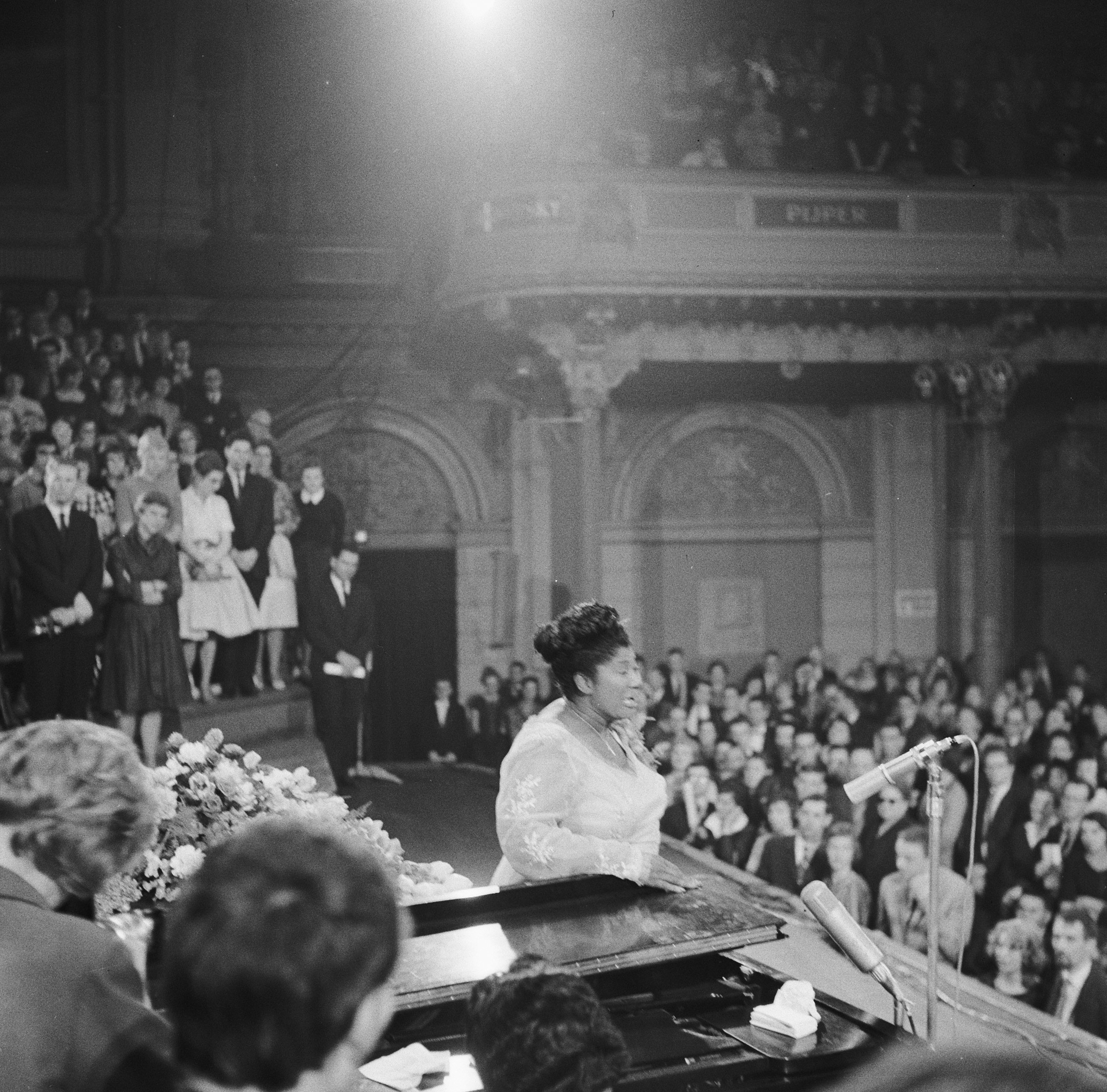
Mahalia Jackson en concert à Amsterdam en 1961.

En 1946 et 1947, celle que l’on surnomme couramment « la reine du gospel » enregistre une série de titres pour le label Apollo (dont I’m Going to Tell God et Move On Up a Little Higher, disque vendu à plus d’un million d’exemplaires, ainsi que le fameux hymne baptiste Amazing Grace) qui la révèle au public américain. Elle chante par ailleurs Precious Lord, Take My Hand dans l’un des immenses stades de football de Washington devant un public enthousiaste.
Entre 1949 et 1952 elle interprète des grands succès comme Silent Night, Walking to Jerusalem et le plus populaire d’entre eux, In the Upper Room, œuvre envoûtante qu’elle chante d’abord arythmiquement, installant peu à peu le tempo. Mahalia Jackson se produit par la suite au Carnegie Hall, célèbre salle de concert de New York, effectue sa première tournée européenne où elle remporte un triomphe sans précédent, obtient un grand prix du disque en France et, rentrée aux États-Unis, signe pour la compagnie discographique CBS.
Mahalia Jackson apparaît à la fin du film Mirage de la vie de Douglas Sirk, en 1959, où elle chante au service funèbre d'une des héroïnes. Elle anime une émission de télévision avant d’enregistrer une version de Black, Brown and Beige (dans laquelle elle interprète un sublime Come Sunday) avec l’orchestre de Duke Ellington,.
Le 28 août 1963, elle est présente dans la foule de manifestants rassemblés devant le Lincoln Memorial de Washington pour écouter le discours de Martin Luther King (« I have a dream ») qu'elle avait rencontré en 1956. Elle s'implique dès lors dans la défense des droits civiques et offre sa voix pour des levées de fonds. C'est également elle qui lui aurait donné l'idée d'improviser la fin de son discours en lui criant : « Parle-leur de ton rêve, Martin ! ».
Elle chante par ailleurs à la Maison-Blanche lors de l’intronisation du président John F. Kennedy. Amie fidèle du pasteur Martin Luther King, elle se trouve à ses côtés pour la défense des droits civiques des Noirs et chante devant des milliers de personnes lors du service funèbre du leader assassiné.
Grande vedette, gérant parfaitement sa carrière mais cédant parfois aux exigences commerciales des producteurs pour élargir son audience, Mahalia Jackson participe, malgré des problèmes cardiaques, aux rendez-vous européens tels que le festival de jazz d’Antibes Juan-les-Pins en 1968 où elle se produit pendant plus de trois heures, habitée par une sensibilité et une ferveur inoubliables.
Celle dont la voix demeure l’une des plus belles du xxe siècle meurt en janvier 1972 au Little Company of Mary Hospital de Chicago. Au cours des cérémonies funèbres célébrées à La Nouvelle-Orléans et à Chicago, un hommage émouvant lui est rendu par ses consœurs du gospel, dont Aretha Franklin.
Mahalia Jackson repose au Providence Memorial Park de Metairie en Louisianne.
En 1988, Il lui est décernée à titre posthume une étoile sur le Walk of Fame de Hollywood,. 
Les disques de Mahalia Jackson sont réédités sous forme de différentes compilations. Le volume 1, 1937–1946 de l’intégrale a reçu le prix du meilleur disque de gospel 2002 décerné chaque année par l’Académie française du jazz.

## Hommages
En 1985, dans son titre La Boîte de Jazz, composé comme un hommage aux grands jazzmen américains, le chanteur français Michel Jonasz mentionne le nom de Mahalia Jackson.
Un téléfilm est paru en 2021, Mahalia de Kenny Leon, avec Danielle Brooks dans le rôle de Mahalia Jackson.
Elle est la première chanteuse gospel à se produire à Carnegie Hall en 1950 et au Newport Jazz Festival en 1958.

## Chansons
- Trouble of the World
- Silent Night
- Go Tell It on the Mountain
- Amazing Grace
- Take My Hand, Precious Lord
- Remember Me
- Joshua Fit the Battle of Jericho
- Holding My Saviours Hands
- Roll Jordan, Roll
- I Wanna Be the Best
- We Shall Overcome
- I'm on My Way to Canaan
- Summertime
- Sometimes I Feel Like a Motherless Child
- I Love the Lord
- There is a Balm in Gilead